# ماثيو رايان

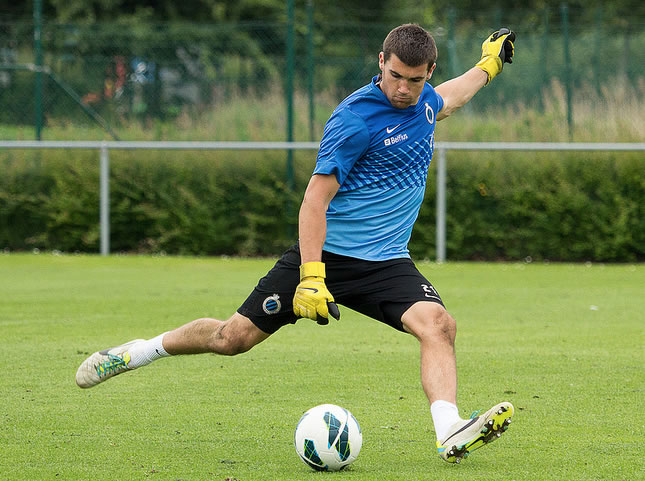
رايان مع كلوب بروج

ماثيو ديفيد رايان (بالإنجليزية: Mathew David Ryan)‏ (ولد في 8 أبريل 1992 في بلومبتون) لاعب كرة قدم دولي أسترالي كان يلعب حاليًا لصالح نادي كوبنهاغن في الدوري الدنماركي.وفي يوليو 2024 انتقل ليلعب مع نادي روما الإيطالي في صفقة انتقال حر لموسم واحد قابلة للتجديد.

## روابط خارجية
- ماثيو رايان على موقع الاتحاد الدولي (مؤرشف)  (الإنجليزية)
- ماثيو رايان على موقع الاتحاد الأوربي (الإنجليزية)
- ماثيو رايان على موقع قاعدة بيانات كرة القدم.إي يو (الإنجليزية)
- ماثيو رايان على موقع ليكيب (الفرنسية)
- ماثيو رايان على موقع ناشيونال فوتبول تيمز (الإنجليزية)
- ماثيو رايان على موقع Soccerbase.com (لاعب) (الإنجليزية)
- ماثيو رايان على موقع Soccerway.com (الإنجليزية)
- ماثيو رايان على موقع عالم كرة القدم.نت (الإنجليزية)
- ماثيو رايان على موقع AS.com (الإسبانية)